# All Blacks vs. Los Pumas (2020)
All Blacks vs. Los Pumas fue un partido oficial de rugby disputado el 14 de noviembre de 2020 en el Western Sydney Stadium de Sídney entre la selección de rugby de Nueva Zelanda, apodados All Blacks, y la selección de rugby de Argentina, apodados Los Pumas. El encuentro, que ganó Argentina por 25-15, fue la primera vez en su historia que Argentina le ganó a Nueva Zelanda, en 30 partidos disputados entre ambos equipos. Previamente tenían un saldo de 28 victorias neozelandesas y un empate logrado en 1985.

## Historia

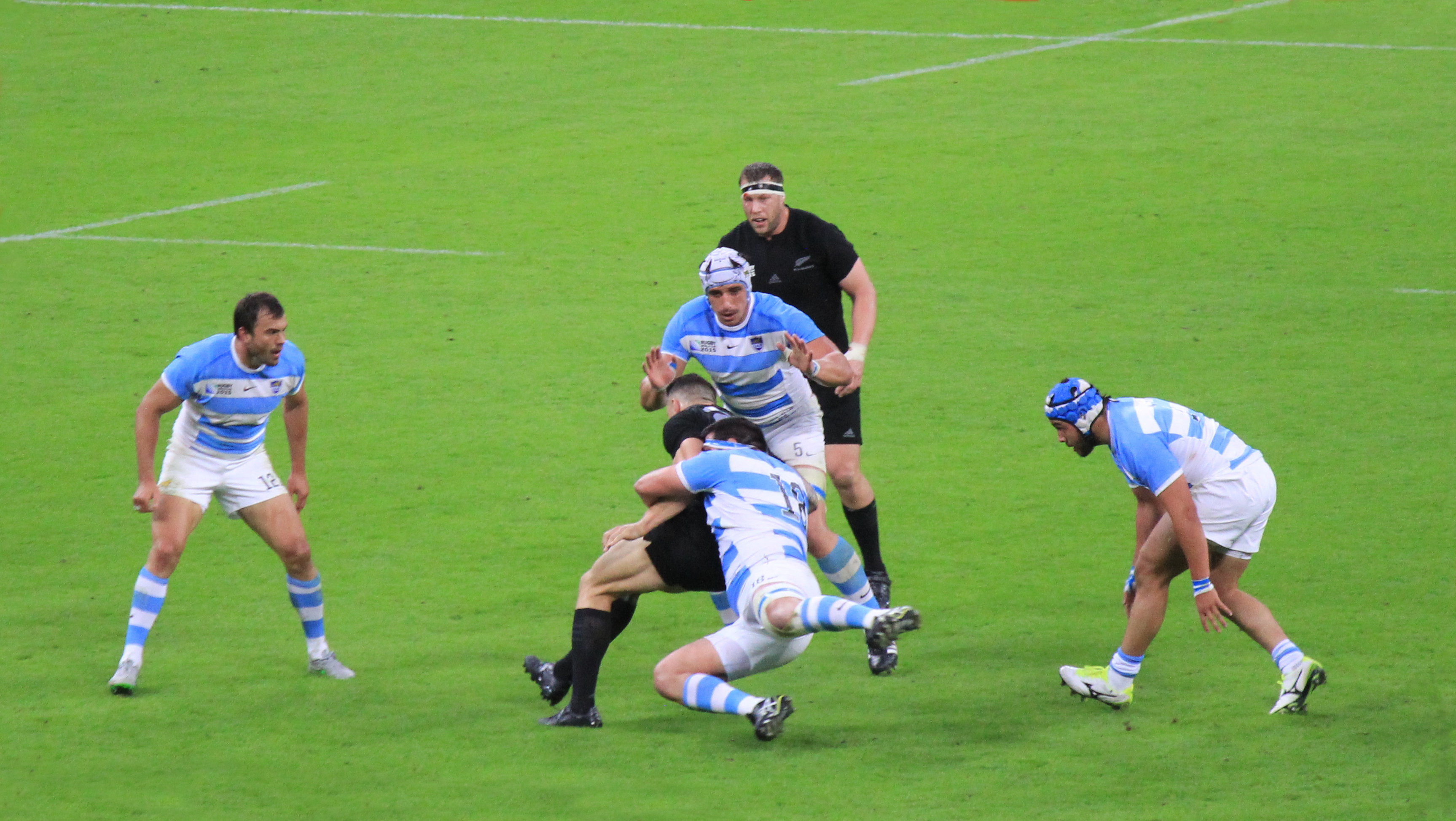
Argentina vs Nueva Zelanda en un partido de la Copa Mundial de Rugby de 2015

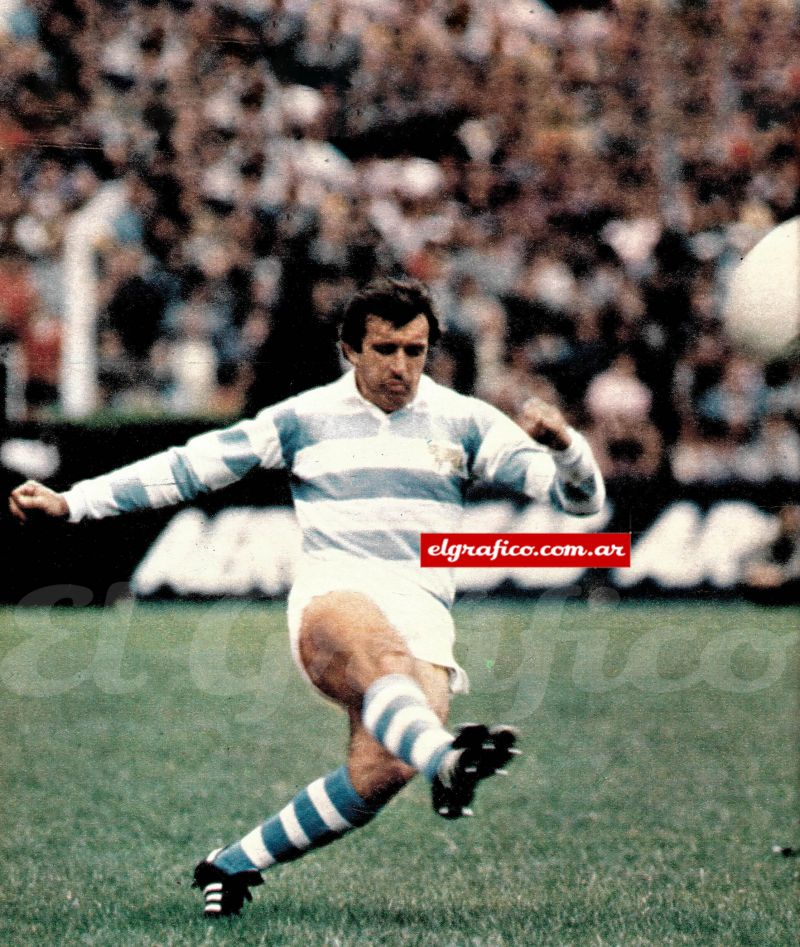
El apertura argentino Hugo Porta, durante el empate de 1985. Porta fue un jugador importantísimo para el único empate entre ambos equipos en 1985 en Buenos Aires, marcando los 21 puntos de Los Pumas, siendo un récord para un mismo jugador ante los All Blacks por más de 30 años.

La selección de rugby de Argentina es un equipo de rugby que representa al país en los principales campeonatos oficiales de rugby organizados por la World Rugby. Es conocida coloquialmente como Los Pumas, ya que durante una gira por Sudáfrica en 1965, un periodista confundió al yaguareté que aparece en el escudo de la camiseta por el felino. Aunque el deporte en el país no es tan popular como el fútbol, el boxeo o el automovilismo, sus resultados desde 1999 ha permitido crecer en popularidad, al lograr un tercer puesto en el mundial de Rugby de Francia 2007 y el cuarto puesto en Inglaterra 2015. De hecho, Argentina es una potencia regional al adjudicarse todas las ediciones que disputó del Campeonato Sudamericano de Rugby y del Torneo Panamericano de Rugby. Gracias a su progresión durante la década del 2000, Argentina fue invitada en 2012 a participar del torneo de las Tres Naciones, una competencia organizada por la SANZAAR desde 1996 inspirada en el torneo de las Cinco Naciones, donde las potencias del Hemisferio Sur, Australia, Sudáfrica y Nueva Zelanda, juegan entre ellas en un todo contra todos.
Nueva Zelanda en cambio tiene una historia mucho más ganadora. Considerada como el mejor seleccionado de todos los tiempos, el rugby en ese país es un deporte nacional. Es la selección más campeona del mundo, con tres títulos (1987, 2011 y 2015), junto a Sudáfrica, además de haber ganado el Tres Naciones en dieciséis de las 24 ediciones del torneo. Su apodo, los All Blacks, data de 1905 por su uniforme totalmente oscuro. El equipo ejecuta antes de cada partido un haka, danza de la cultura maorí que representaba en el pasado el grito de guerra de estas tribus en el campo de batalla, y que los All Blacks lo adaptaron al rugby como señal de respeto y desafío al equipo contrario.
La primera vez que argentinos y neozelandeses se enfrentaron fue el 30 de octubre de 1976, en el estadio de Ferro Carril Oeste, en Buenos Aires, con victoria de los All Blacks por 21-9. Desde entonces han disputado 29 partidos, donde Nueva Zelanda ganó 28, Argentina ninguno y un empate ocurrido el 2 de febrero de 1985 también en el estadio de Ferro, en resultado 21-21, donde todos los puntos argentinos fueron logrados por Hugo Porta con cuatro penales y tres drops. Además, Nueva Zelanda le dio a la Argentina su peor derrota histórica, el 21 de junio de 1997, por 93-8. Previo a este encuentro, la última vez que se habían enfrentado fue en el estadio José Amalfitani, el 20 de julio de 2019. Terminó en victoria neozelandesa por 20-16.

## Partido

### Previa

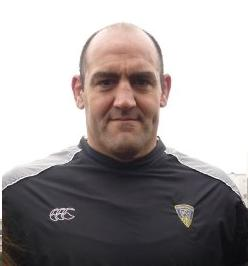
Mario Ledesma, exjugador de los Pumas, se convirtió en nuevo entrenador de la selección argentina en 2018.

El partido se disputó el 14 de noviembre de 2020 a las 17.10 (UTC +11) en el estadio Bankwest Stadium, de la ciudad de Sídney, en Australia. Nueva Zelanda jugaba su tercer partido tras sus dos encuentros con los Wallabies, una victoria por 43-5 y una derrota por 24-22, estando primero provisoriamente con 6 puntos; mientras que Argentina disputaba su primer partido en la edición 2020 del Tres Naciones, que organiza la SANZAAR entre las selecciones de rugby más destacadas del Hemisferio sur. Excepcionalmente, debido a la pandemia de COVID-19, la SANZAAR decidió que todos los partidos debían disputarse en Australia, dentro de ámbitos organizados como "burbujas sanitarias" para mantener aislados a los jugadores y demás acompañantes. Por primera vez en la historia del torneo, Sudáfrica decidió no participar, debido a la imposibilidad de prepararse adecuadamente como consecuencia de la pandemia.
Debido a la pandemia, los Pumas no disputaban un encuentro desde hacía 13 meses, la última vez el 9 de octubre de 2019 frente a Estados Unidos, por la fase de grupos de Copa Mundial de Rugby de 2019, que terminó en victoria por 47 a 17. Desde entonces, los jugadores tuvieron que entrenarse en sus casas, con su torneo local suspendido por el resto del año, y recién tuvieron su primer entrenamiento 10 días antes del encuentro con los All Blacks.  A su vez tenían un nuevo entrenador, Mario Ledesma, quien jugó en el histórico mundial de 2007, y apostó por dos debutantes, Santiago Chocobares y Santiago Grondona, además del regreso del scrum Juan Imhoff. En cambio, Nueva Zelanda ya tenía empezado su liga local y había disputado partidos amistosos con las selecciones de Australia y Sudáfrica. En el torneo, venía de perder ante Australia y su entrenador Ian Foster colocó en cancha a sus mejores jugadores.

### Primer tiempo

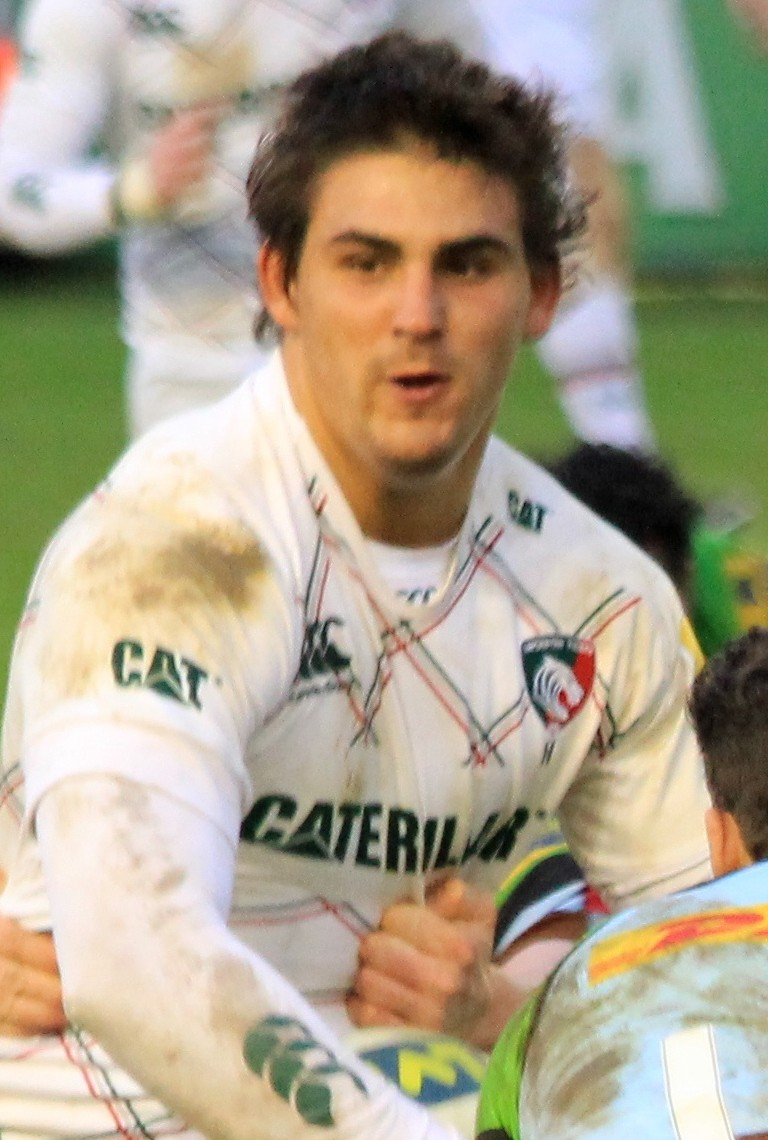
El capitán argentino Pablo Matera protagonizó un altercado con los rivales y fue advertido por el árbitro por su actitud.

Durante los 80 minutos del encuentro, los Pumas pudieron construir su victoria con una defensa agresiva y sólida, imponiendo el ritmo del partido y evitando los avances del rival, que cometía errores poco comunes, tackleando arriba y evitando el ruck rápido. En los primeros minutos, hubo un encontronazo entre los jugadores, luego de que el neozelandés Shannon Frizell reaccionara con una cachetada a una acción del argentino Marcos Kremer, hasta que el capitán argentino Pablo Matera los defendió, separando a sus dirigidos de los rivales. El árbitro australiano Angus Gardner reunió a los números 6 de ambos equipos, pidiendo al capitán argentino que actúe como tal, «Pablo, vos sos el capitán de tu equipo. Necesito ver tu liderazgo y no lo mostrás empujando a los jugadores», a lo que Matera respondió «no puedo no ver que él (por Frizell) le pegó a uno de mi equipo. Eso no es respeto. Yo juego por mi país y eso no es respeto». Tras la pelea, se le otorgó un penal en el minuto 5 para Argentina que Nicolás Sánchez convirtió en tres puntos, mientras que en el minuto 11 Richie Mo'unga lograría el empate provisorio de la misma forma. 
En el minuto 19 nació el único try argentino del partido a través de una acción de 15 pases combinando el control de pelota con un poco de atrevimiento, con una pelota recuperada por Julián Montoya en extrema defensa para que el apertura Nicolás Sánchez hiciera un sombrero, la ovalada rebotara en Rodrigo Bruni y que el 10 argentino terminara recogiendo para apoyar y así lograr los cinco puntos. Posteriormente logró realizar la conversión. En el minuto 25, una falta de Jordi Barrett sobre Santiago Carreras permitió que Sánchez convirtiera otro penalty y así Argentina estirara la ventaja a 13-3. 

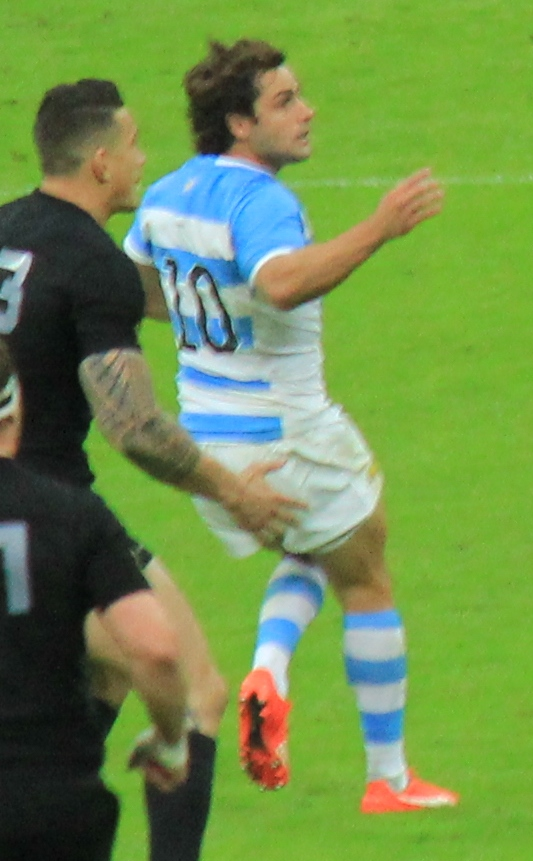
El apertura argentino Nicolás Sánchez
fue la figura del partido, convirtiendo los 25 puntos de su equipo, con un try, una conversión y seis penales, rompiendo el récord de 21 de Hugo Porta en el empate de 1985.

Durante el primer tiempo, Argentina tuvo varias llegadas profundas, una en la primera posesión que terminó en un drop fallado por Sánchez y otra en el minuto 32: Tomás Cubelli se filtró en un ruck en mitad de cancha y, tras un pase de Rodrigo Bruni, Juan Imhoff fue detenido por Richie Mo'unga. Luego del scrum, el capitán Pablo Matera cruzó el in-goal pero Mo'unga le impidió apoyar. Tras un scrum a favor, la acción terminó con un penal convertido por Sánchez. La efectividad de Sánchez durante los primeros cuarenta minutos, con cuatro aciertos de cinco envíos, le permitió a la Argentina irse al vestuario con una ventaja de 16-3.

### Segundo tiempo
En el segundo tiempo, la efectividad de Sánchez siguió, anotando otro penal en el minuto 48, mientras que en el minuto 53, un error de Nahuel Tetaz Chaparro al cometer una infracción permitió el descuento de Nueva Zelanda por la vía del line-out y un maul rubricado por Sam Cane. Mo'unga confirma y el partido se ponía a nueve puntos de diferencia, 19-10. Un resultado que no se mantendría por mucho tiempo ya que cuatro minutos después se cobra un quinto penal a favor de Argentina, que lo convirtió nuevamente Sánchez, para ese entonces una de las figuras del match. 
Así pasaron los siguientes veinte minutos, con los All Blacks atacando con todo, mientras que los Pumas se limitaban a defenderse, recuperando y alejando el peligro; hasta que en el minuto 76, Nicolás Sánchez convirtió un penal desde mitad de cancha para lograr 15 puntos de diferencia con los All Blacks. Así el apertura convirtió 25 puntos, siendo el jugador argentino con más puntos logrados en un mismo partido ante Nueva Zelanda, superando los 21 puntos de Hugo Porta en el histórico empate de 1985.
La victoria estaba sentenciada, aun cuando en tiempo de descuento llegó un try neozelandés de Caleb Clarke y luego Mo'unga falló la conversión, que puso el resultado final en 25-15 para los argentinos. El final del partido encontró al entrenador Ledesma y sus dirigidos al borde de las lágrimas, mientras que festejaba el público argentino presente en el estadio.

### Resumen
| Nueva Zelanda | Argentina |

| 14 de noviembre de 2020, 17:10 (UTC +11) | Nueva Zelanda                                                                       | 15 – 25 | Argentina                                                                                           | Bankwest Stadium, Sídney | |
|                                          | Tries: 52' Cane 81' Clarke Conversiones 53' Mo'unga (1/2) Penales 11' Mo'unga (1/1) | Reporte | Tries: 19' Sánchez Conversiones 20' Sánchez (1/1) Penales 5', 25', 32', 48', 57', 76' Sánchez (6/7) | Asistencia: 9063 espectadores Árbitro(s): Angus Gardner Jueces de touch: Nic Berry Paul Williams Television Match Official: Ben O'Keeffe | Asistencia: 9063 espectadores Árbitro(s): Angus Gardner Jueces de touch: Nic Berry Paul Williams Television Match Official: Ben O'Keeffe |

| FB             | 15 | Beauden Barrett     |  |             |
| WD             | 14 | Jordie Barrett      |  | 49'         |
| SC             | 13 | Anton Lienert-Brown |  | 31' 40'     |
| PC             | 12 | Jack Goodhue        |  | 63'         |
| WI             | 11 | Caleb Clarke        |  |             |
| AP             | 10 | Richie Mo'unga      |  |             |
| MS             | 9  | Aaron Smith         |  | 63'         |
| N8             | 8  | Ardie Savea         |  |             |
| AD             | 7  | Sam Cane            |  |             |
| AI             | 6  | Shannon Frizell     |  | 49'         |
| SL             | 5  | Sam Whitelock       |  |             |
| SL             | 4  | Patrick Tuipulotu   |  | 70'         |
| PD             | 3  | Tyrel Lomax         |  | 57'         |
| HK             | 2  | Dane Coles          |  | 48'         |
| PI             | 1  | Joe Moody           |  | 72'         |
| Sustituciones: |    |                     |  |             |
| HK             | 16 | Codie Taylor        |  | 48'         |
| PI             | 17 | Alex Hodgman        |  | 72'         |
| PD             | 18 | Nepo Laulala        |  | 57'         |
| SL             | 19 | Tupou Vaa'i         |  | 70'         |
| AL             | 20 | Hoskins Sotutu      |  | 49'         |
| MS             | 21 | Brad Weber          |  | 63'         |
| CE             | 22 | Rieko Ioane         |  | 31' 40' 49' |
| FB             | 23 | Damian McKenzie     |  | 63'         |
| Entrenador:    |    |                     |  |             |
| Ian Foster     |    |                     |  |             |

| FB             | 15 | Santiago Carreras      |  | 29' 40' |
| WD             | 14 | Bautista Delguy        |  |         |
| SC             | 13 | Matías Orlando         |  |         |
| PC             | 12 | Santiago Chocobares    |  |         |
| WI             | 11 | Juan Imhoff            |  |         |
| AP             | 10 | Nicolás Sánchez        |  |         |
| MS             | 9  | Tomás Cubelli          |  | 80'     |
| N8             | 8  | Rodrigo Bruni          |  | 54'     |
| AD             | 7  | Marcos Kremer          |  |         |
| AI             | 6  | Pablo Matera           |  |         |
| SL             | 5  | Matías Alemanno        |  | 72'     |
| SL             | 4  | Guido Petti            |  |         |
| PD             | 3  | Francisco Gómez Kodela |  | 72'     |
| HK             | 2  | Julián Montoya         |  | 78'     |
| PI             | 1  | Nahuel Tetaz Chaparro  |  | 72'     |
| Sustituciones: |    |                        |  |         |
| HK             | 16 | Facundo Bosch          |  | 78'     |
| PI             | 17 | Mayco Vivas            |  | 72'     |
| PD             | 18 | Santiago Medrano       |  | 72'     |
| SL             | 19 | Santiago Grondona      |  | 54'     |
| SL             | 20 | Tomás Lezana           |  | 72'     |
| AL             | 21 | Gonzalo Bertranou      |  | 80'     |
| MS             | 22 | Lucio Cinti            |  |         |
| CE             | 23 | Santiago Cordero       |  | 29' 40' |
| Entrenador:    |    |                        |  |         |
| Mario Ledesma  |    |                        |  |         |